# Bryan Greenberg
Bryan Greenberg (Omaha, 24 de maio de 1978) é um ator e músico norte-americano.

## Carreira
Bryan participou do seriado One Tree Hill, como o personagem Jake Jagielski e no filme The Perfect Score.
Também participou do filme Prime ao lado de Uma Thurman e Meryl Streep e no filme Bride Wars. Atualmente fez parte da série "How to Make It in America", do canal HBO, porém a série foi cancelada no fim de sua segunda temporada.

## Vida pessoal
É melhor amigo do ator Chris Evans.
Casado com a atriz Jamie Chung (mulan na série, Once Upon a Time )

## Filmografia

### Filmes
| Ano  | Título                    | Papel                | Notas          |
| ---- | ------------------------- | -------------------- | -------------- |
| 1998 | A Civil Action            | Firecracker kid      | não creditado  |
| 2004 | The Perfect Score         | Matty Matthews       |                |
| 2005 | Prime                     | David Bloomberg      |                |
| 2006 | Escape                    | Bryan                | Curta-metragem |
| 2006 | Love & Debate             | Chris                |                |
| 2008 | Nobel Son                 | Barkley Michaelson   |                |
| 2009 | Bride Wars                | Nathan "Nate" Lerner |                |
| 2009 | The Good Guy              | Daniel Seaver        |                |
| 2011 | Friends with Benefits     | Parker               |                |
| 2012 | The Kitchen               | Paul                 |                |
| 2012 | The Normals               | Billy Schine         |                |
| 2013 | A Short History of Decay  | Nathan Fisher        |                |
| 2013 | The Arrangement           | Billy Whitley        |                |
| 2014 | Flock of Dudes            | Barrett              | Pos-produção   |
| 2015 | A Year and Change         | Owen                 |                |
| 2019 | Same Time, Next Christmas | Gregg Harris         | Filme          |